# Pittore di Varrese
Pittore degli Varrese (fl. metà del IV a.C.) è il nome convenzionale assegnato a un importante ceramografo apulo.

## Attività
Il nome convenzionale deriva da una tomba scoperta nel 1912 da Sabino Varrese nell'ipogeo di Canosa di Puglia, dove erano contenuti un buon numero vasi dipinti assimilabili alla personalità di questo ceramografo. In totale gli sono stati attribuiti oltre 200 vasi. Gli studiosi lo considerano uno dei rappresentanti più importanti del suo periodo. La sua influenza si estese oltre alla sua bottega (dove lavorò anche il Pittore di Wolfenbüttel) e oltre il suo periodo di attività, fino agli immediati predecessori del Pittore di Dario, ma anche sul Pittore di Ginosa, il Pittore di Bari 12061, il Pittore della Metopa, il Pittore del Louvre MNB 1148 e il Pittore di Chamay.
Un quarto dei vasi attribuitigli, tra cui hydriai, nestoridi, loutrophoroi e un grande enochoe sono di notevoli dimensioni. Il resto delle sue opere fu su crateri a campana e pelikes. Sebbene appartenga alla tradizione dello Stile Ornato, i vasi di dimensione inferiore sono spesso stilisticamente vicini allo Stile Semplice.
Nel suo repertorio pittorico sono caratteristici alcuni elementi frequentemente ripetuti tra cui sono stati individuati quattro motivi di base:
- Giovane nudo, in piedi con un braccio coperto da un indumento, oppure seduto su un drappo piegato;
- Figura femminile in piedi con entrambe le gambe ben visibili sotto la veste, una posta dietro l'altra;
- Donna vestita, con uno dei piedi leggermente rialzato ed il torso inclinato verso di esso, un braccio adagiato sulla coscia;
- Donna seduta, con una gamba davanti all'altra.

Le figure del pittore di Varrese appaiono serie e severe con bocche piccole e rivolte verso il basso. Le donne spesso portano i capelli raccolti in una crocchia trattenuta da un nastro bianco. Nei vasi più grandi, soprattutto nei funerari vasi naiskos , utilizzò molti colori aggiuntivi. I suoi vasi più grandi solitamente rappresentano scene mitologiche mentre quelli più piccoli tendono a presentare composizioni di due o tre figure su entrambi i lati, sovente raffigurando giovani ammantati sul retro.